# Chinnenahalli, Belur
Chinnenahalli là một làng thuộc tehsil Belur, huyện Hassan, bang Karnataka, Ấn Độ.